# 테라노바다시바리

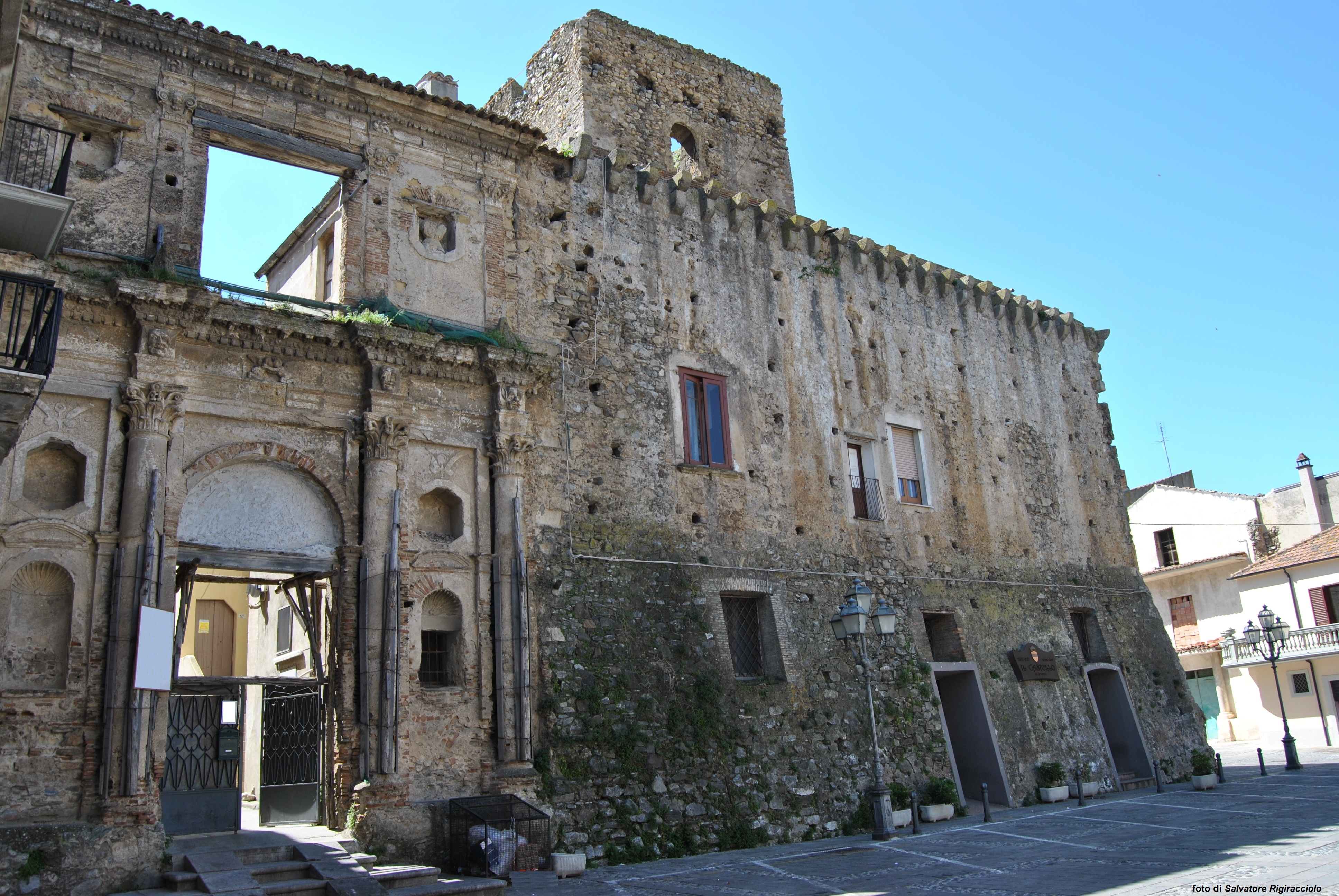
테라노바다시바리

테라노바다시바리(이탈리아어: Terranova da Sibari)는 이탈리아 칼라브리아주 코센차도에 위치한 코무네로 면적은 43.06km2, 높이는 313m, 인구는 5,180명(2013년 12월 31일 기준), 인구 밀도는 120명/km2이다. 이오니아해 연안에서 약 20km 정도 떨어진 곳에 위치한다.

## 자매 도시
- 아르헨티나 아베야네다